# Коломан Браун-Богдан
Коломан Браун-Богдан (рум. Coloman Braun-Bogdan, 13 жовтня 1905, Арад — 15 березня 1983, там само) — румунський футболіст, що грав на позиції півзахисника, зокрема, за клуб АМЕФ (Арад). По завершенні ігрової кар'єри — тренер.
Чемпіон Румунії (як тренер). Володар Кубка Румунії (як тренер). 

## Ігрова кар'єра
У футболі дебютував 1915 року виступами за команду АМЕФ (Арад), в якій провів сімнадцять сезонів. 
Протягом 1932—1934 років захищав кольори клубу «Кале».
Завершив професійну ігрову кар'єру у клубі «Жувентус» (Бухарест), за команду якого виступав протягом 1934—1940 років.
Був присутній в заявці збірної на чемпіонаті світу 1938 року у Франції, але на поле не виходив.

## Кар'єра тренера
Розпочав тренерську кар'єру, ще продовжуючи грати на полі, 1934 року, очоливши тренерський штаб клубу «Жувентус» (Бухарест).
1945 року став головним тренером збірної Румунії, тренував її протягом одного матчу. У 1949 році знову очолив національну збірну і знову на один товариський матч.
Згодом протягом 1946–1947 років очолював тренерський штаб клубу «Рапід» (Бухарест).
1948 року прийняв пропозицію попрацювати у клубі «Стяуа». Залишив бухарестську команду 1948 року.
Протягом одного року, починаючи з 1948, був головним тренером команди «Динамо» (Бухарест).
З 1952 по 1954 тренував команду УТА (Арад).
1962 року був запрошений керівництвом клубу «Політехніка» (Тімішоара) очолити його команду, з якою пропрацював до 1963 року.
Протягом тренерської кар'єри також очолював команди клубів «Спортул» та «Джиул» (Петрошань).
Останнім місцем тренерської роботи був клуб УТА (Арад), головним тренером команди якого Коломан Браун-Богдан був з 1963 по 1965 рік.
Помер 15 березня 1983 року на 78-му році життя у місті Арад.

## Титули і досягнення

### Як тренера
- Чемпіон Румунії (1):

УТА (Арад): 1954
- Володар Кубка Румунії (1):

УТА (Арад): 1953